# Fat B
Fatima Bakary, dite Fat B, née le 6 août 1998  à Cotonou au Bénin, est une artiste auteure-compositrice-interprète et rappeuse béninoise d'expression française. Signée sous le label Dope Music, elle compte à son actif plusieurs morceaux et scènes qui font d'elle  l'une des rappeuses béninoises les plus talentueuses. Fat B est également photographe et retoucheuse professionnelle.

## Biographie
Enfance, famille et début
Originaire de Porto-Novo, Fatima Bakary nait le 06 août 1998 à Cotonou de son père Bakary Yessirou, transitaire et de sa mère, Colette Agbon, coiffeuse. Admiratrice de Lefa, elle développe son intérêt pour la musique à partir de 2012 avec ses amis alors qu’elle était en classe de cinquième. Elle s'offre des scènes avec l'interprètation des morceaux d'artistes américains  avec son groupe ''Sexion Gang''. Le surnom de ''Madame Blaaz'' lui est trouvé. Et ce, en raison de sa préférence aux chansons du rappeur pour ses interprétations aux kermesses.

### Formation
Elle commence les bancs à Gbegamey dans la principale ville du Bénin, Cotonou. Après son baccalauréat, elle s’est inscrite à l’Ecole Normale Supérieure de Porto-Novo (ENS) en philosophie et à l’Université d’Abomey-Calavi (UAC) en linguistique. Fatima Bakary a aussi suivi une formation en photographie. En juin 2024, elle obtient sa licence en entrepreneuriat et gestion de projets à l'École Supérieure de Technologie et de Gestion de Cotonou.

### Carrière musicale
Fat B enregistre son premier single intitulé “Bijou du quartier” en octobre 2018 avant de rejoindre la maison de production ''Dope music''  en 2020. Sous ce label, elle compte depuis juin 2022 plusieurs morceaux et preste sur plusieurs scènes.  En avril 2023, la rappeuse béninoise sort son premier album, ''Petite Fleur'', composé de huit titres. Elle a été nommée aux ''Bénin Showbiz Awards 2023'' et aux ''Kora Awards 2024'' dans la catégorie ''Meilleur artiste féminine-rap'' aux côtés de Rine-K, Nash, Oprah...